# Roy Bejas
Roy Bejas (Kerkrade, 7 januari 1987) is een Nederlandse voetballer. Hij doorliep de jeugd van Roda JC en is sinds 2006 opgenomen in de selectie. Vanaf het seizoen 2007-2008 speelt Bejas voor Fortuna Sittard in de Jupiler League.. Sinds 2018 speelt hij voor VV Chevremont. 

## Carrière
| Seizoen | Club            | Wedstrijden | Doelpunten |
| ------- | --------------- | ----------- | ---------- |
| 2006/07 | Roda JC         | 0           | 0          |
| 2007/08 | Fortuna Sittard | 16          | 0          |
| 2008/09 | Groene Ster     | 34          | 5          |
| Totaal  |                 | 50          | 5          |